# Raša (rijeka)
Raša (tal. Arsa, lat. Arsa flumen) je rijeka u istočnom dijelu Istre, duljine 23 km.

## Opis
Nastaje spajanjem Krbunskog i Vlaškog potoka kod mjesta Potpićan, u južnom dijelu polja Pićanski dolinji lug. Porječje Raše je vrlo složeno. Najsjevernija pritoka je Letajski potok, koji ima izvorište južno od mjesta Paz na visini oko 300 m/nv i koji nizvodno prima čitav niz povremenih bujičnih tokova. Slijede Gradinski i Krbunski potoci koji zajedno s Letajskim tvore Vlaški potok a spajaju se na visini od 50 m n/v. Desne pritoke su Grajanski, Gologorički i Švički potoci koji zajedno daju južni Krbunski potok. Nakon spajanja više potoka u rijeku Rašu na južnom rubu polja nazvanog Pićanski dolinji lug, Raša je na nadmorskoj visini od 20 m i mirno ulazi u Raški kanjon visine do 300 m, širine na dnu 100 - 300 m, dužine oko 19 km. Dva kilometra prije ušća pridružuje se lijeva pritoka Krapanski potok, koji izvire ispod Labina. Samo u ekstremnim slučajevima poplava vodama Raše pridružuju je također vode potoka Boljunčica.
Ako Glavnom toku Raše od 23 km dodamo gornji tok Letajskog potoka ukupna dužina Raše je oko 35 km.
Na desnim pritokama nalazimo tri zanimljiva slapa:
- Benkovski slap, kod mjesta Most Pićan na Grajanskom potoku, visina oko 16 m
- Slap Sopot, kod sela Floričići na Švičkom potoku, visina 8 m,
- Gologorički slap (3 m) i jezero god zaseoka Lukačići.

Rijeka Raša ulijeva se u more u Raškom zaljevu, koji je zapravo morem potopljeni dio doline Raše. Zaljev je dug 12 km, širok i do 1 km, a plimni val utječe na pojavu bočate vode u donjem dijelu toka Raše. 
U pisanim dokumentima spominje se kao Arsia od rimskog doba, kada je predstavljala etničku i političku granicu. Kod ušća Raše bilo je pokušaja da se uredi solana ali je to propalo zbog previše muljevitog dna. Također se u prošlosti dolina Raše pokušala privesti proizvodnji riže. Radovi na uređenju korita izvedeni su u 19. i 20. stoljeću. Izmeđi dva rata su cijeli tok Raše kroz dolinu i dolina Krapanskog potoka meliorirani, pa se koriste za poljodjelstvo.